# Zamek w Gießen
Zamek w Gießen (niem. Altes Schloss, Stary Zamek, również Landgräfliche Burg) – zamek w Gießen, został założony w XII wieku przez hrabiów z Gleiberg. 
Potem dobudowano nowy zamek (Neues Schloss), który znajduje się po drugiej stronie placu parkingowego Brandtplatz, który dzieli obie budowle. Koło starego zamku znajduje się ogród botaniczny z XVII wieku, najstarszy istniejący w Niemczech. Oba zamki zostały zniszczone w czasie II wojny światowej. Stary zamek obecnie służy jako muzeum, a nowy jest własnością Uniwersytetu w Giessen.